# Mikaniopsis maitlandii
Mikaniopsis maitlandii là một loài thực vật có hoa thuộc họ Asteraceae. Loài này có ở Cameroon, Guinea Xích Đạo, và Nigeria.
Môi trường sống tự nhiên của chúng là rừng ẩm vùng đất thấp nhiệt đới hoặc cận nhiệt đới và vùng núi ẩm nhiệt đới hoặc cận nhiệt đới. Chúng hiện đang bị đe dọa vì mất môi trường sống.